# 박해

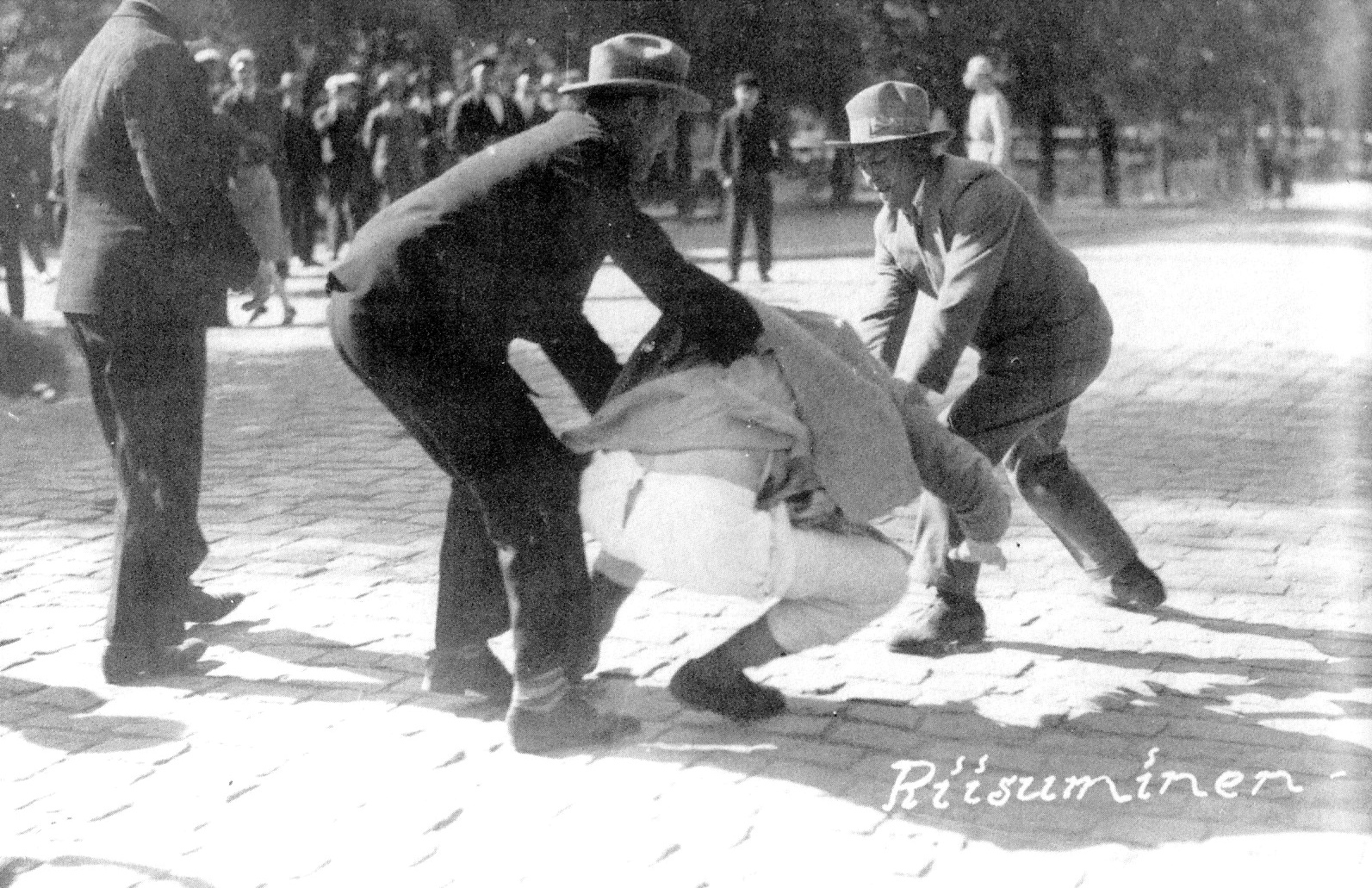
우익 라푸아 운동 구성원들

박해(迫害)란 개인이나 집단이 개인 또 다른 집단에 의해 조직적으로 학대받는 것을 의미한다. 가장 흔한 형태는 종교적 박해, 인종적 박해와 정치적 박해이며 이 중에는 자연스럽게 서로 겹치는 경우가 발생한다. 고통을 가하고, 괴롭힘, 고립, 투옥, 두려움이나 고통은 박해가 발생하는 경우 생기는 모든 요소이다. 고통은 충분히 극심한 피해자들이 언제나 경험하는 것이다. 한계에 다다르는 혹독함은 논쟁을 일으키는 원인이 된다.

## 같이 보기
- 구속
- 속박
- 억제